# Hurrites
Els hurrites eren un poble de l'Orient Mitjà on apareixen a finals del tercer mil·lenni aC, procedents segons alguns estudiosos, de les zones dels rius Araxes i Kura a la vora del Caucas. Es van instal·lar propers al riu Khabur, al nord de Mesopotàmia. El terme "hurrita" s'aplicava a un conjunt divers de grups ètnics dels que no se'n pot determinar la seva pàtria original.
Es pensa que el poble hurrita cap l'any 1700 aC i no més tard del 1600 aC va ser dominat per una elit indoària emigrant (una part molt reduïda de la població) i encara que aquesta teoria ha estat posada en dubte per Gernot Wilhelm (1982) els elements principals que la fan molt probable romanen vigents: les influències culturals més rellevants que podrien tenir origen indoari eren la cremació dels morts i la introducció del cavall i el carro en les batalles, situació similar a la del nord de l'Índia a la mateixa època; l'aristocràcia hauria abandonat la seva pròpia llengua i adoptat la dels seus súbdits, però haurien conservat els seus noms personals indoaris, els déus vèdics i algunes paraules tècniques referides a l'entrenament dels cavalls que apareixen a les inscripcions; al regne de Mittani, entre els anys 1550 aC i 1270 aC, els reis porten noms indoaris, i l'exèrcit tenia un temible cos d'elit, els maryanni (joves guerrers) equivalent al sànscrit marya. De totes maneres, la població tenia una llengua comuna, l'hurrita, i una coherència cultural amb una pauta coherent de tradicions religioses, que van deixar marca a tots els territoris on s'havien assentat, fins i tot quan la seva influència política i militar ja havia desaparegut.
En algun moment durant l'època de Mari als primers segles del segon mil·lenni es van estendre en totes direccions, ja que eren un grup nombrós, però dins dels mateixos estats hurrites sovint eren minoritaris (excepte a la vall del Khabur i al regne d'Arrapha). El seu rastre ètnic es pot seguir per la presència de noms d'origen hurrita a Mesopotàmia, Hatti i altres llocs, que comencen sobre l'any 2400 aC i augmenten progressivament. Amb el temps van anar poblant les terres del riu Khabur i fins a les muntanyes de Zagros.
Potser cap a l'any 1000 aC ja havien estat assimilats per altres pobles.

## Història

### Origen

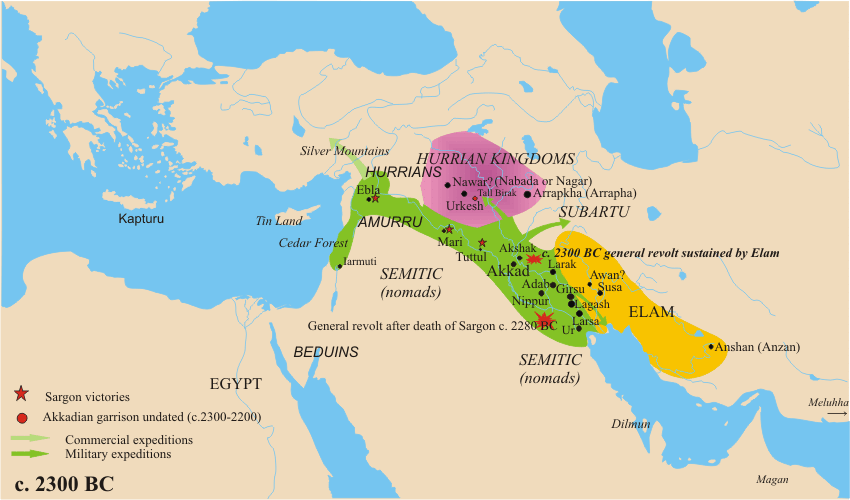
Situació dels regnes hurrites al 2300 aC

Les teories sobre el seu origen varien; se'ls relaciona amb la població d'Urartu i amb els armenis; es pensa amb poc fonament que pogueren ser avantpassats dels madai (medes); I. J. Gelb i E. A. Speiser creuen que els subarru assiris eren els habitants nadius de la zona i es van barrejar amb poblacions arribades de fora; el nom de Coràsmia també s'ha suposat ser originàriament hurrita; a la Bíblia podrien ser les poblacions esmentades com horites, hivites i jesubites, però hi ha molt poca base per aquesta identificació. Els gutis, els cassites i els lullubi podrien ser també pobles hurrites; els habiru d'Egipte, que s'havien identificat amb els hebreus, podrien ser també un poble d'origen hurrita. La seva identificació amb els moderns kurds té el suport d'anàlisis genètiques (la seva llengua hauria estat influencia pels medes o per tribus medes emigrades a les seves terres). La idea més acceptada és que foren els avantpassats dels kurds on encara hi ha un clan que porta el nom de mattini.

### Expansió i extinció

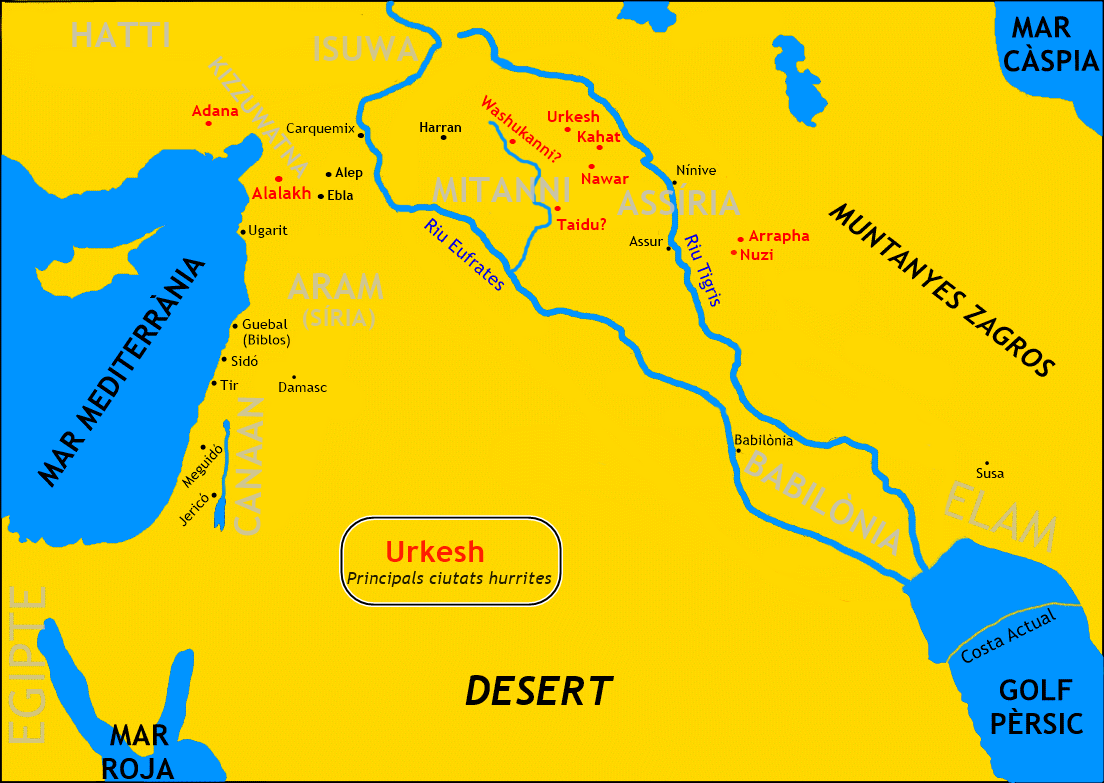
Mitanni i les principals ciutats hurrites

El primer regne hurrita conegut es va constituir prop de la ciutat d'Urkesh (Urkish) després del 2500 aC. Els hurrites es van estendre aprofitant el final de l'Imperi Accadi (Accàdia). Cap a l'any 2200 aC apareixen a la mateixa zona els regnes de Nawar i Arrapha.
A començaments del segons mil·lenni, el regne de Mari va sotmetre Urkesh. Aquest regne estava format pels amorrites, i al segle XVIII aC una nova dinastia, també amorrita, que governava Assíria, es va apoderar de Mari. Van fundar la capital, Shubat-Enlil, no lluny d'Urkesh.
En algun moment d'aquesta època, als inicis del segon mil·lenni, el grup de petits estats que ocupaven el nord de Mesopotàmia on hi havia una majoria de població hurrita, es van unir en una única entitat política, encara que no se'n coneix el procés que ho va fer possible. Es va iniciar un regne poderós, anomenat de vegades Hurri, de vegades Mitanni, i de vegades Hanigalbat o Khanigalbat. Els egipcis i cananeus l'anomenaven amb un nom semític, Naharina o Naharima. Aquest regne va estendre la seva influència per tota la regió de Síria i per l'est d'Anatòlia, on va tenir una gran influència durant els tres segles següents. En diverses ocasions va amenaçar molt seriosament l'Imperi hitita. El centre del poder hurrita s'havia desplaçat cap a l'oest, on havien començat a emigrar des del 1725 aC. Inicialment van fundar-hi alguns regnes, el més important era el d'Iamkhad. Aquest regne es va enfrontar amb el rei hitita Hattusilis I abans del 1620 aC que finalment el va conquerir. Aquesta circumstància va fer que s'obrís la porta d'entrada de la cultura hurrita dins de l'imperi hitita, que va tenir molta influència, especialment en l'aspecte religiós.
Els hitites van continuar la seva expansió i uns anys després, el 1594 aC, van fer una incursió fins a Babilònia. La caiguda de la dinastia amorrita de Babilònia (I dinastia de Babilònia o dinastia d'Hammurabi) va afavorir l'expansió d'una dinastia hurrita establerta a Mitanni des de l'any 1550 aC que gradualment va incrementar el seu poder a la regió del riu Khabur i era l'estat més poderós de la zona a la meitat del segle xv aC.
Els hurrites que s'havien estès per la regió de la moderna Kirkuk al Kurdistan havien format l'estat d'Arrapha, a l'est del Tigris i el d'Urkesh a l'oest. També es va expandir a aquesta zona en la mateixa època després de la caiguda de Babilònia. Les excavacions de Yorgan Tepe, l'antiga Nuzi, han posat a llum molts objectes hurrites, però a finals de segle havia esdevingut vassall de Mittani. Els assiris van destruir Arrapha al segle xiv aC.
Mentre la ciutat i el regne de Iamkhad van tenir influència a gran part del nord de Síria, Mitanni es va limitar a reconèixer que eren superiors a la regió i a establir relacions diplomàtiques. Sembla que la pressió dels hitites a la zona havia facilitat diversos acords entre Alep i Mitanni, fins que Hattusilis I i el seu successor Mursilis I van conquerir Iamkhad i la seva capital Alep, cosa que va conduir a un buit de poder en aquella regió. Això va permetre a Mitanni ocupar aquella zona, encara que es va topar amb la presència egípcia al sud de Síria. Després del moment de màxima expansió de Mitanni, a la segona meitat del segle xv aC i primera meitat del segle xiv aC, el regne va caure en mans dels hitites i al segle xiii aC dels assiris. Els hurrites occidentals van ser culturitzats pels semites i van adoptar l'arameu o el siríac. Els orientals van viure com a súbdits d'Assíria i serien els ancestres dels kurds.

## Art
Els hurrites treballaven molt bé la ceràmica i la seva terrissa es troba per altres parts de Mesopotàmia i l'oest de l'Eufrates, i era força apreciada a Egipte durant l'Imperi Nou. Es caracteritza per línies (sovint vermelles però també marrons i negres) pintades amb models geomètrics triangulars i amb punts.
També manejaven bé els metalls, sobretot el ferro. Les paraules sobre el coure usades a Sumer són d'origen hurrita (la vall del Khabur era el centra de la línia comercial del coure entre Anatòlia i Sumer). El coure i la plata s'obtenien a Kizzuwatna i Isuwa, a Anatòlia, països controlats pels hurrites durant força temps. En canvi l'or era difícil d'obtenir i provenia d'Egipte.
La primera música escrita (un himne) es va trobar a Ugarit, en textos hurrites datats vers el 1800 aC.

## El cavall
Els hurrites van introduir el cavall a l'Orient Mitjà abans del 2000 aC i eren mestres en el seu ensinistrament. Segons un text trobat a Hattusa, un rei hitita va tenir un hurrita anomenat Kikkuli com a entrenador dels cavalls reials. El nom d'Isuwa, regne que tenia una important població hurrita, vol dir "Terra del Cavall".

## Ciutats hurrites
Els hurrites van tenir relativament poques ciutats. Urkesh era l'única ciutat important durant el tercer mil·lenni, amb població hurrita. Al segon mil·lenni n'hi ha d'altres com Arrapha, Haran, Kahat, Nuzi, Taidu i Washukanni.
Aquesta darrera es va convertir en la capital de Mitanni i se suposa que se situa a la zona de l'actual Tell Fakhariya. Cap de les ciutats excavades fa més d'un kilòmetre quadrat.

## Regnes hurrites
El seu estat més important sens dubte va ser Mitanni però hi va haver altres regnes hurrites com Urkesh (el primer), Arrapha, Nawar i d'altres.